# Diodora dysoni
Diodora dysoni is een slakkensoort uit de familie van de Fissurellidae. De wetenschappelijke naam van de soort is voor het eerst geldig gepubliceerd in 1850 door Reeve.